# Ruta CH-5
A Ruta 5 (em português Rodovia 5 ou Estrada 5), também conhecida como Ruta 5-CH ou Ruta CH-5, é uma parte da Rodovia Pan-americana que corta o Chile, sendo a principal artéria de comunicação terrestre no país. Percore 3363,97 km, desde o limite com Peru até a cidade de Quellón, na Província de Chiloé. Atravessa o deserto de Atacama no extremo norte do Chile, os vales e montanhas no norte e no centro do país, para adentrar-se nos amplos vales no centro-sul, e grandes bosques e pradarias no sul do Chile, até a cidade de Puerto Montt, para atravessar o canal de Chacao e seguir ao longo da Ilha Grande de Chiloé, até Quellón. Sua criação se realizou mediante o decreto Nº556 do ano 1969.